# Georg Ernst Adolph
Georg Ernst Adolph  (* 11. Oktober 1843 in Nordstemmen; † 15. Juli 1922 in Elberfeld) war ein deutscher Zoologe (Entomologe) und Lehrer.
Er war der Sohn eines Pastors und studierte in Göttingen. 1877 absolvierte er die Lehramtsprüfung in Münster und 1878 wurde er in Göttingen in Zoologie promoviert (Über Insektenflügel).
Er war Lehrer in Emden, 1869 bis 1880 in Schwelm und danach bis 1912 Oberlehrer am Gymnasium in Elberfeld.
1881 wurde er Mitglied der Leopoldina. Er veröffentlichte in den Nova Acta Leopoldina.

## Schriften
- Ueber Insectenflügel. In: Nova Acta der Ksl. Leop.-Carol.-Deutschen Akademie der Naturforscher, Band XLI, Pars II, Nr. 3, Taf. XXVII-XXXII, Halle 1879, S. 213–291 Archive
- Ueber abnorme Zellenbildungen einiger Hymnopterenflügel. In: Nova Acta der Ksl. Leop.-Carol.-Deutschen Akademie der Naturforscher, Band XLI, Pars II, Nr. 4, Taf. XXIII, Halle 1880, S. 293–328 Archive